# Wildenfelser Zwischengebirge

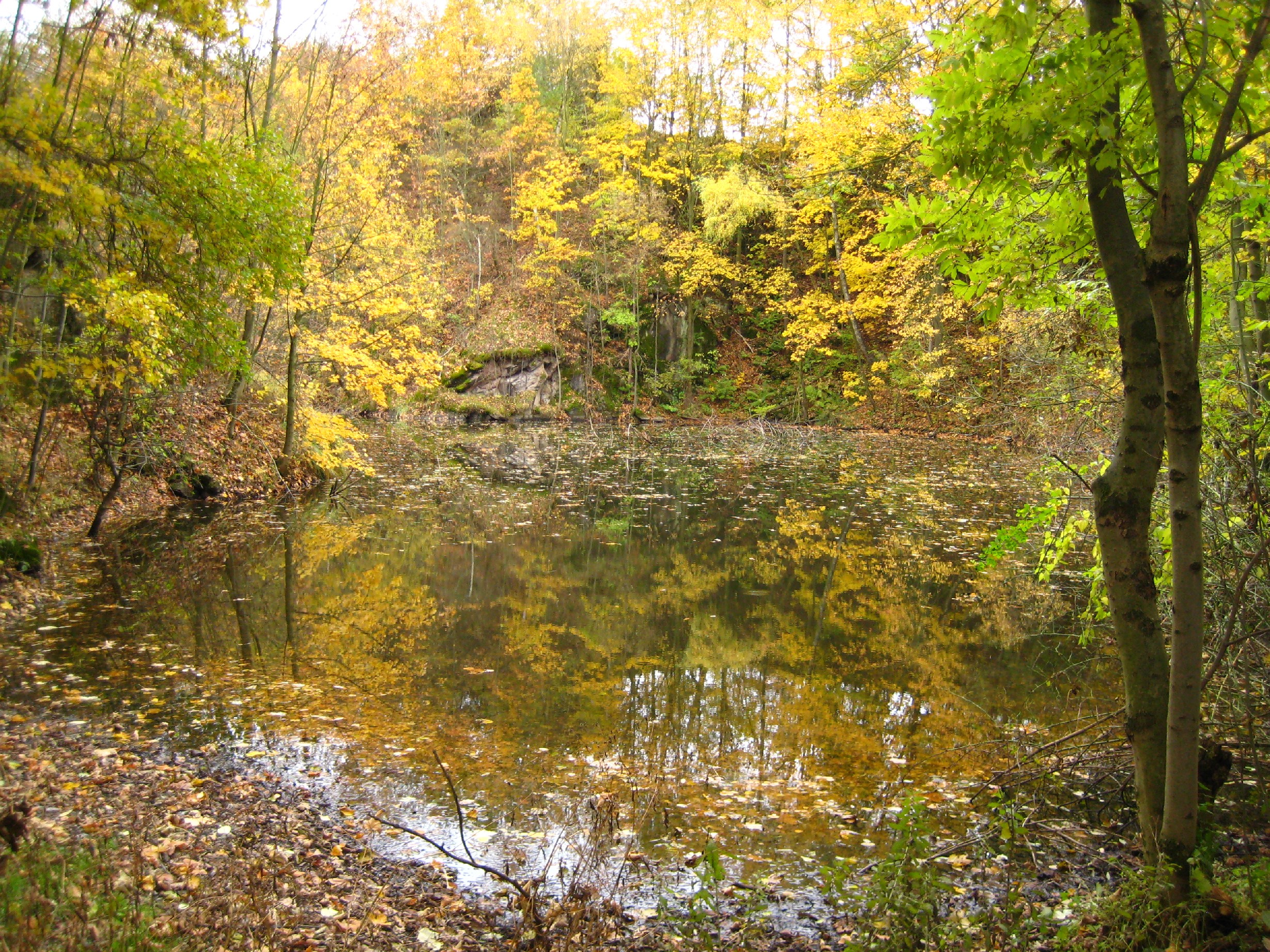
Wassergefüllter Kalksteinbruch im Herbst

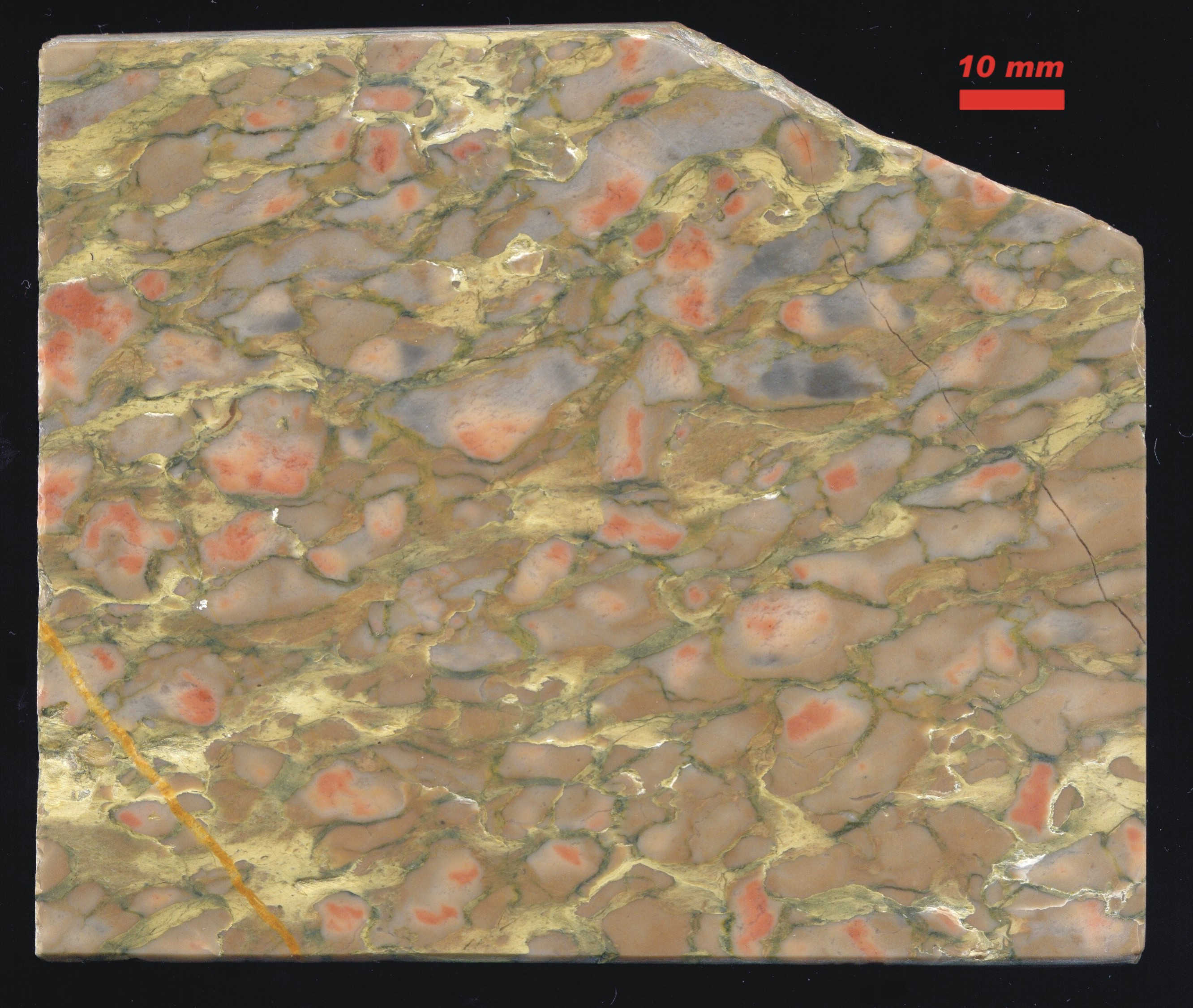
Knotenkalk (Varietät) aus dem Wildenfelser Zwischengebirge

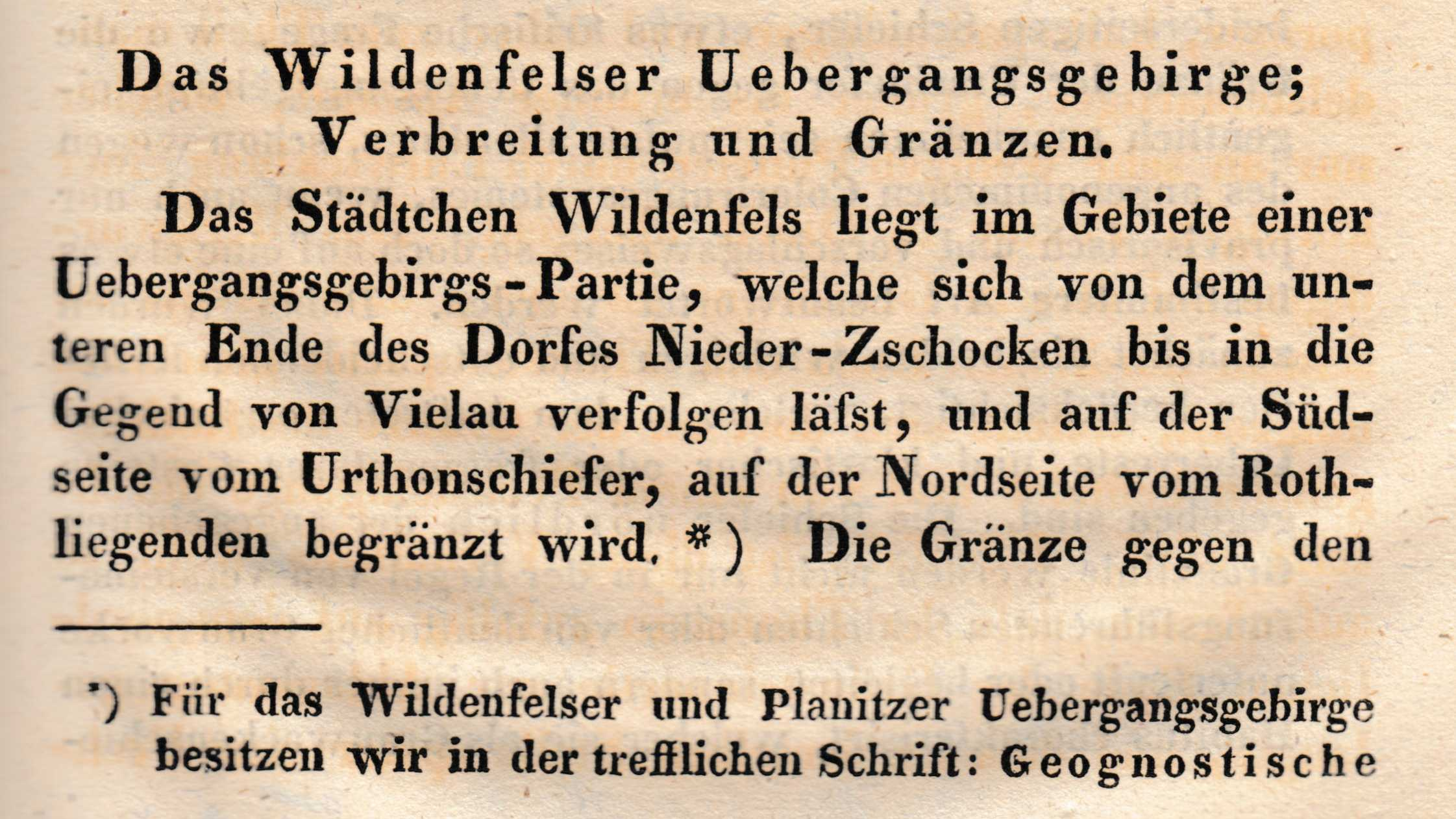
Zeitgenössische Beschreibung der Region durch Carl Friedrich Naumann (1838)

Das Wildenfelser Zwischengebirge ist eine geologische Struktureinheit und ein danach benanntes Landschaftsschutzgebiet. Es liegt etwa 10 km südlich von Zwickau, zwischen den Städten Wildenfels, Hartenstein und Langenweißbach. Diese von Karsterscheinungen geprägte Landschaft ist durch ihre interessanten geologischen und ökologischen Verhältnisse einmalig in Sachsen. Neben zahlreichen Höhlen aus der Zeit des Tertiärs ist ein rund 60 ha großes Steinbruchgebiet besonders interessant.

## Geschichte und Geologie
Mit Unterbrechungen wurde in diesem Gebiet seit dem 16. Jahrhundert Kalksteinabbau betrieben. In schwankenden Mengen wurde auch roter und schwarzer Werkstein (Knotenkalke und Kohlenkalk mit Crinoiden) abgebaut, der als Wildenfelser Marmor zeitweilig überregionale Bedeutung erlangte. Giovanni Maria Nosseni erkundet im Auftrage des sächsischen Kurfürsten das Land nach bildhauerisch nutzbaren Gesteinen. Dieser begann ab 1586 die polierfähigen Kalksteine in den Vorkommen um Grünau für seine Arbeiten zu nutzen. Seither fanden sie unter anderem Verwendung für viele bedeutende Bau- und Kunstwerke, zum Beispiel in der Begräbniskapelle der wettinischen Albertiner im Chor des Freiberger Doms, am Altar der Sophienkirche sowie für Säulen in der Eingangshalle der Sempergalerie in Dresden.
Die Bezeichnung als „Gebirge“ ist eine Bezugnahme auf „geognostischer Untersuchungsergebnisse“ früher geologischer Beschreibungen in Sachsen. Sowohl August von Gutbier als auch Carl Friedrich Naumann bezeichneten in ihren Schriften das Gebiet auf Grund seiner für die weitere Region abweichenden lithologischen Merkmale als Wildenfelser Uebergangsgebirge. Die Erkundungen und Beobachtungen in diesem Zeitabschnitt hatten die Erkenntnis gefördert, dass es sich um einen eigenständigen Gesteinskomplex handelt, der sich nach geologischen Gesichtspunkten von seiner Umgebung markant unterscheidet. Im Gegensatz zu den in größerer Ausdehnung bestehenden altpaläozoischen Tonschiefer- und Phyllitkomplexen südlich des Gebiets und den permischen Decken in der Vorerzgebirgs-Senke nördlich von Wildenfels treten dazwischen beachtlich differenzierte Karbonatgesteine auf, die im Oberdevon sowie Karbon entstanden. Diese sind mit Lagen von Tonschiefern, Diabastuffen und -tuffiten wechsellagernd sowie mit anderen klastischen Gesteinseinheiten kompliziert verbunden. Daher treten in nur kurzen Distanzen Knotenkalke, Kellwasserkalke und Massenkalke auf. Erkundungsarbeiten bezüglich der Abbauwürdigkeit der hier anstehenden Kalksteine wurden im 20. Jahrhundert mehrfach unternommen.

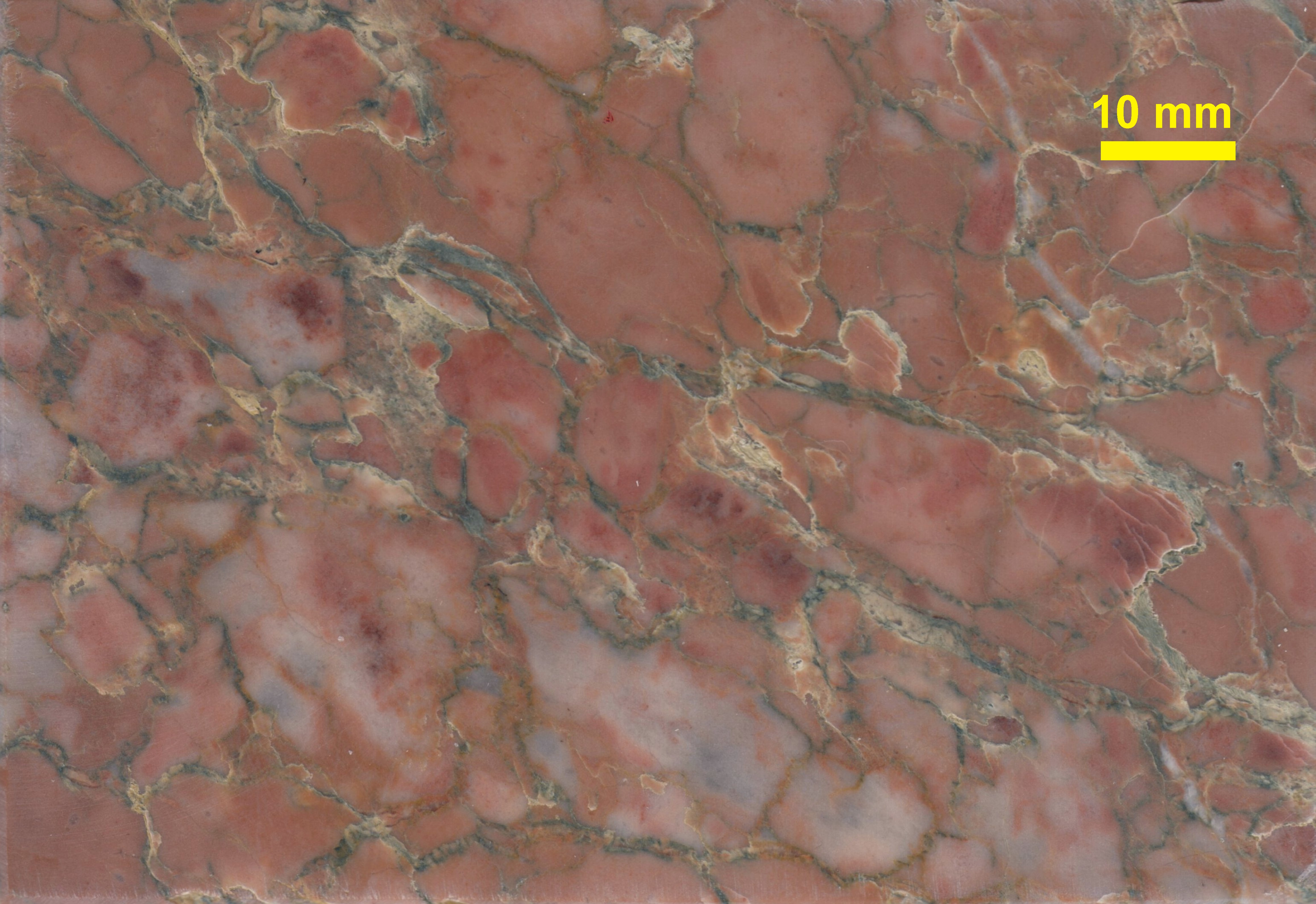
Wildenfelser Marmor
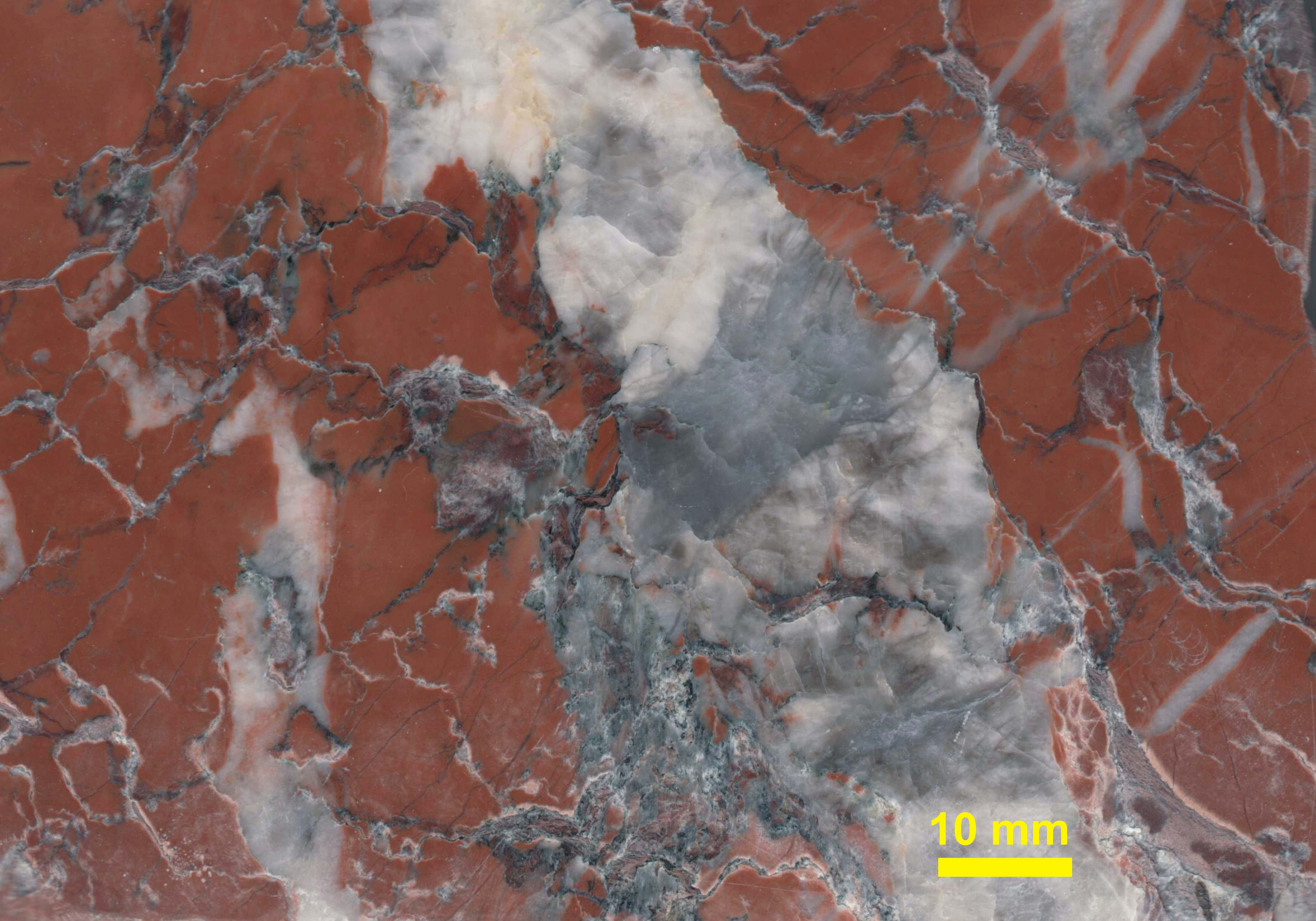
Wildenfelser Marmor
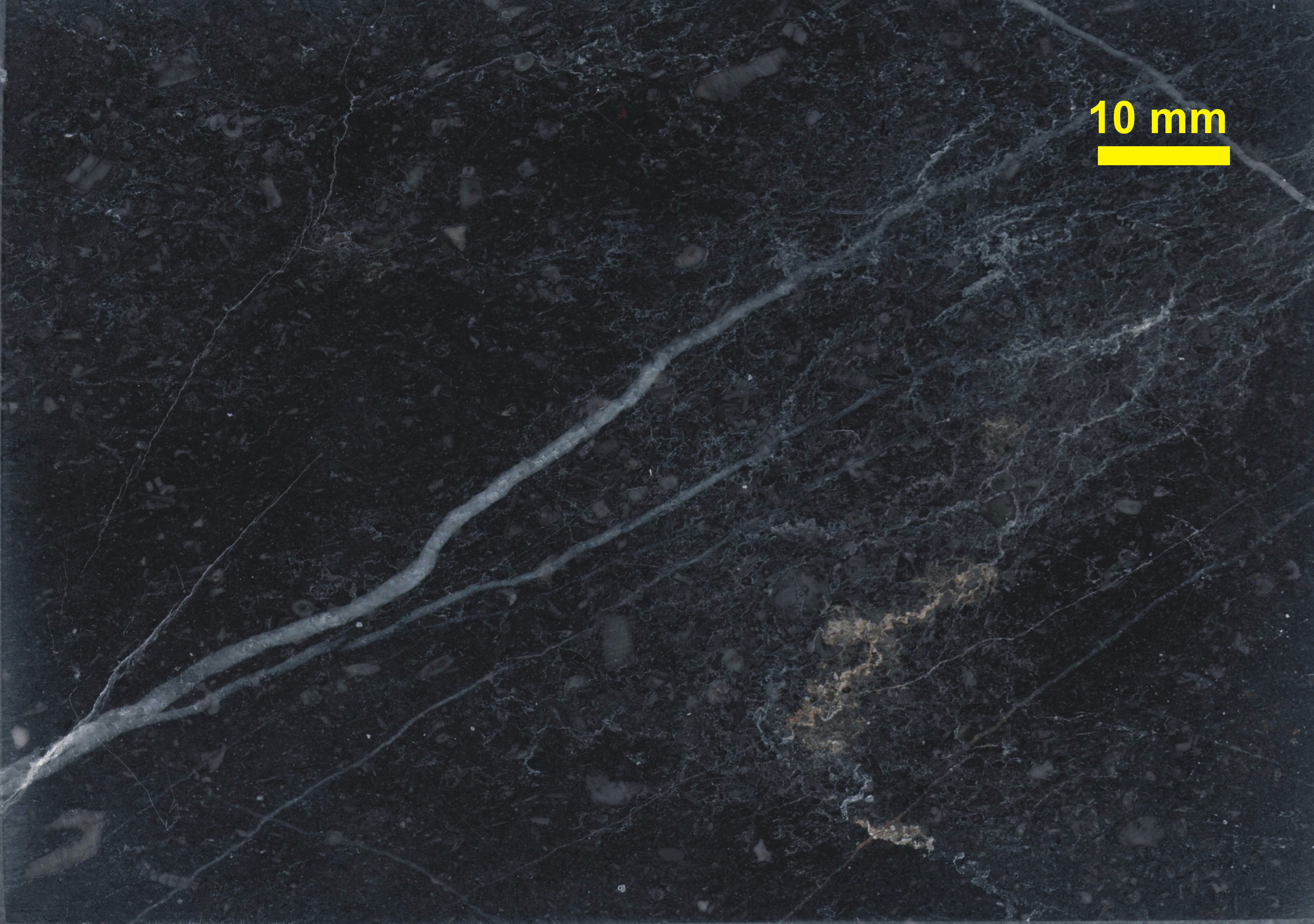
Wildenfelser Marmor

Nach 1952 wurden die Arbeiten in den Brüchen niedergelegt. Die sich mit Wasser füllenden Steinbrüche dienten als Badestätte in natürlicher Umgebung.
Im Zeitraum zwischen 1993 und 1995 gab es seitens eines Bergbauunternehmens planerische Bestrebungen, den Kalksteinabbau wieder aufzunehmen, und zwar in Gestalt eines stark erweiterten Tagebaugeländes, das die meisten der verstreut liegenden kleinen, historischen Steinbrücke „verschluckt“ hätte. Intensive Gegenaktivitäten von Bürgern, Vereinen, der Stadt Wildenfels und Naturschutzbehörden bis hin zum damaligen Sächsischen Staatsministerium für Umwelt und Landesentwicklung brachten das Unternehmen zum Umdenken und zur Aufgabe der Planung.
Als Beleg der aktiven Nutzung dieser Kalksteinlagerstätte existiert im Wildenfelser Ortsteil Schönau heute noch einen Kalkofen. Alljährlich veranstaltet der örtliche Feuerwehrverein ein Kalkofenfest, bei dem dieser angefeuert wird.
Seit 1994 hat dieses Gebiet den Status eines Landschaftsschutzgebietes. Es umfasst etwa 620 ha. Weiterhin wurden Maßnahmen eingeleitet, um das Gebiet unter kalklandschaftstypischen Gesichtspunkten zu sanieren. Dadurch soll besonders der Fortbestand einiger hier vorkommender kalkliebender Pflanzenarten, die auf der roten Liste stehen, gesichert werden. Durch die Maßnahmen sollen die Steinbrüche auch als Lebensraum des Europäischen Edelkrebses (Astacus astacus) erhalten bleiben, da diese Krebsart vom Aussterben bedroht ist.

## Der Lehr- und Wanderpfad 'Museum in der Landschaft'
Im Zeitraum von 2003 bis 2004 entstand der Naturlehrpfad „Museum in der Landschaft“. Dazu wurden Außentafeln angebracht, welche interessierte Wanderer über die kultur- und naturhistorischen Details informieren. Der Lehrpfad umfasst insgesamt neun Stationen.

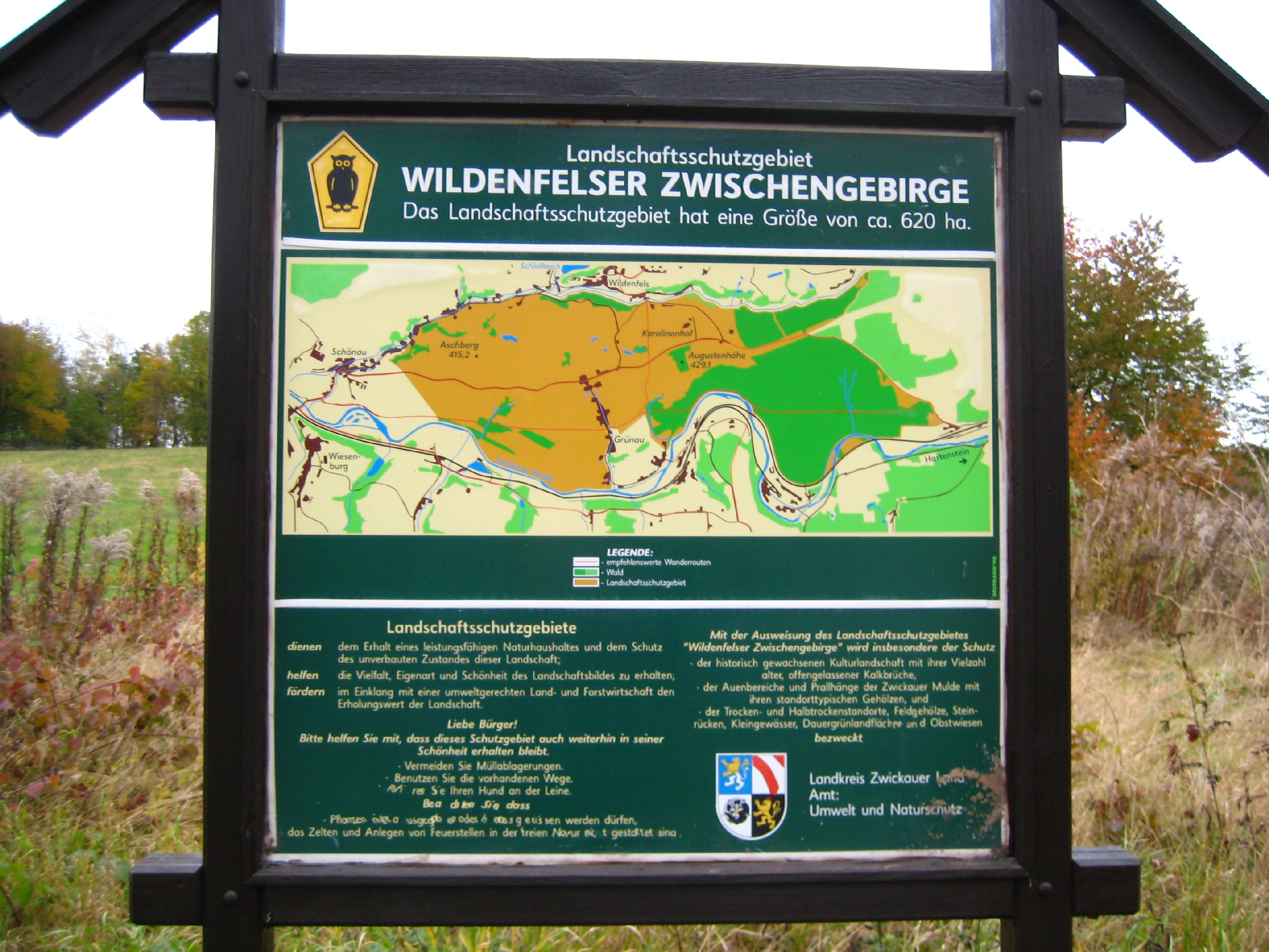
Übersichtstafel des LSG Wildenfelser Zwischengebirge
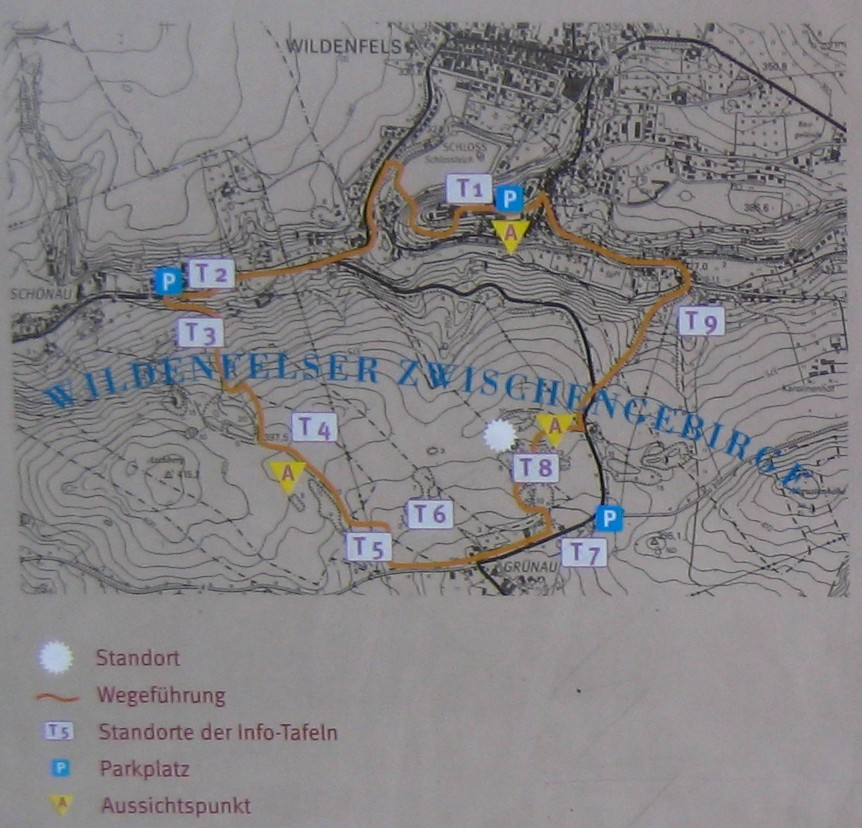
Lehrpfad im Überblick